# Saint-Macaire (Gironde)
Saint-Macaire je francouzská obec v departementu Gironde v regionu Akvitánie. V roce 2009 zde žilo 1 984 obyvatel. Je centrem kantonu Saint-Macaire.